# Besuchetostes loebli
Besuchetostes loebli är en skalbaggsart som beskrevs av Renaud Maurice Adrien Paulian 1972. Besuchetostes loebli ingår i släktet Besuchetostes och familjen Hybosoridae. Inga underarter finns listade.